# Flechtorf
Flechtorf is een plaats in de Duitse gemeente Lehre, deelstaat Nedersaksen, en telt 2848 inwoners (2005).

## Galerij

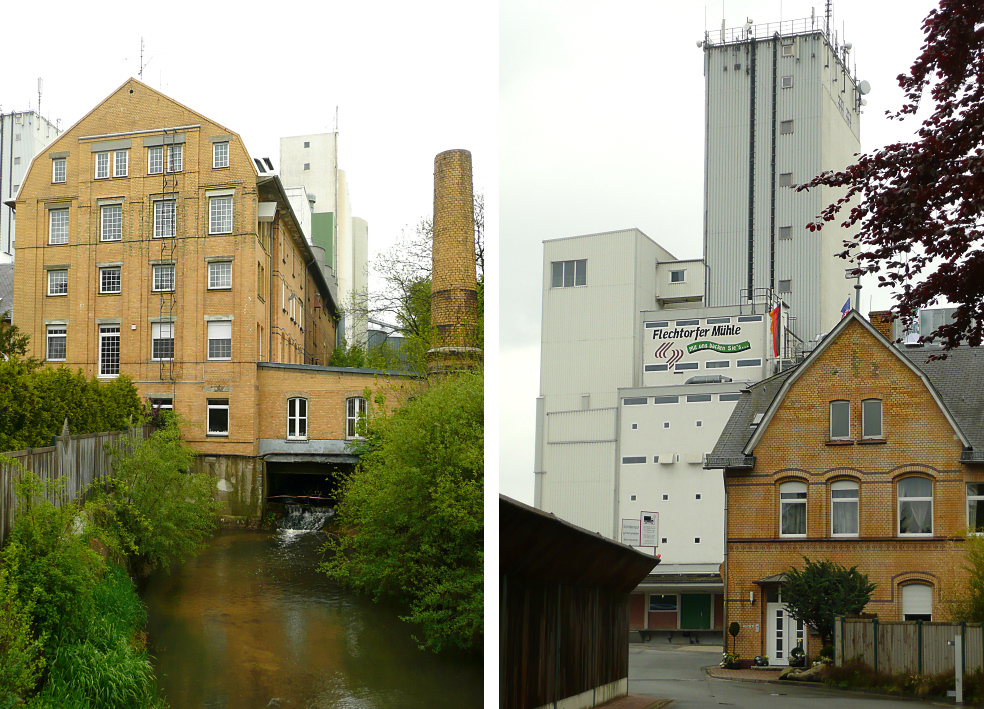
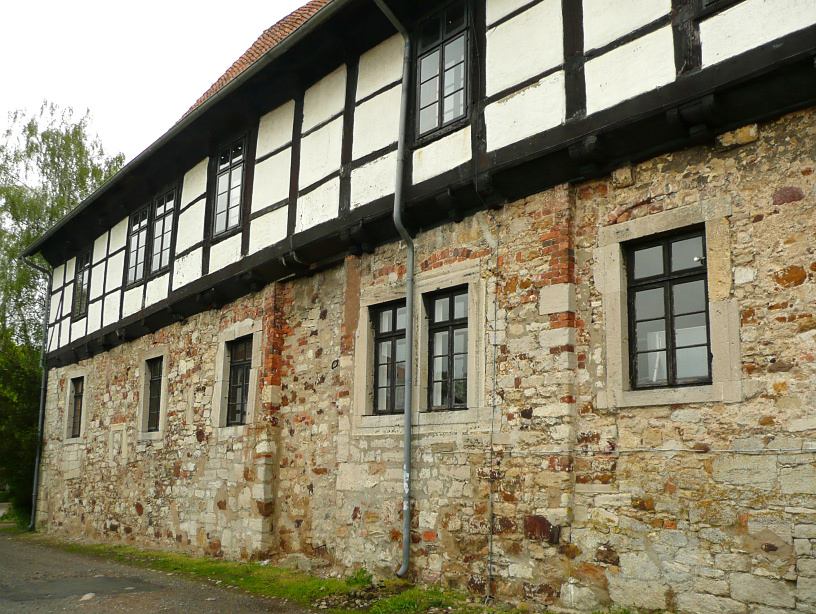
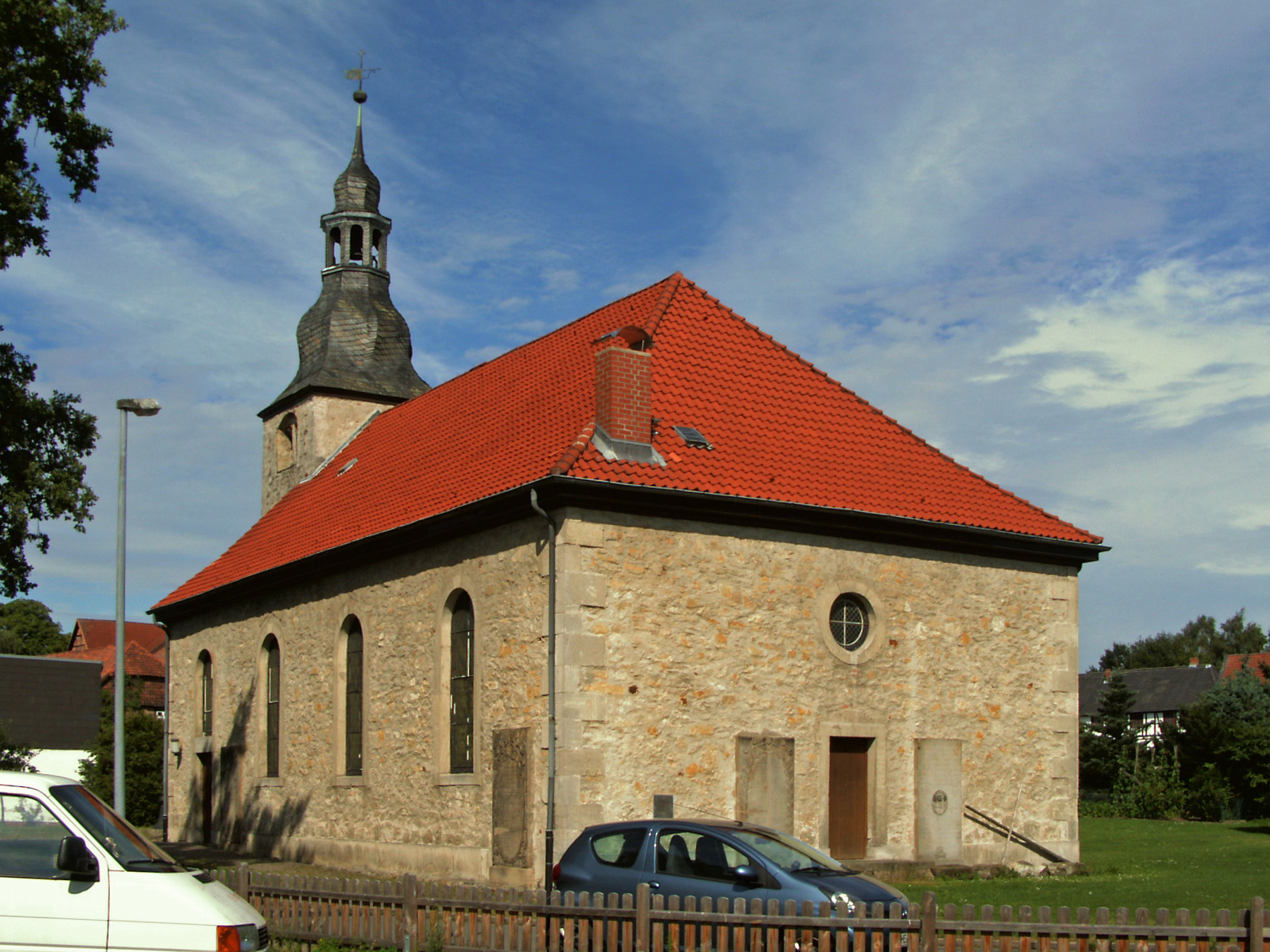